# サイバーフィジカルシステム
サイバーフィジカルシステム（英: Cyber-Physical Systems: CPS）とは、サイバー空間（仮想世界）とフィジカル空間（現実世界）を高度に融合させたシステムである。 

## 概要
特に、米国立標準技術研究所（NIST）は、CPSを「より詳細に物理学と論理学の統合を通じて機能するように設計された、相互作用するデジタル、アナログ、物理、および人間のコンポーネントを含むシステム」と定義している。
日本においても、内閣府などがNISTと同様の認識に基づき、「サイバー空間とフィジカル空間を高度に融合させたシステム」という定義を用いており 、特に国家戦略である「Society 5.0」構想を実現するための中核技術としてCPSを位置づけている。Society 5.0は、狩猟社会（Society 1.0）から情報社会（Society 4.0）に続く新たな社会の姿として提唱され、経済発展と社会的課題の解決を両立する人間中心の社会を目指すものである 。CPSは、この目標達成のための基盤技術として、産業、交通、医療、エネルギー、都市など多岐にわたる分野での革新を担うと期待されている。 
CPSの概念は、2000年代半ばから後半にかけて、特に米国でリアルタイムシステム、組込みシステム、センサーネットワークなどの研究コミュニティで議論され始めた。2008年に米国科学財団（NSF）が主催した「Cyber-Physical Systems Summit」は、CPS研究の大きな転換点となり、分野横断的な複合研究領域としての地位を確立した。このサミットでは、CPSが「モノのインターネット（Internet of Things: IoT）」と比較して、「制御されたモノのインターネット（Internet of Controlled Things）」と表現され、物理世界とサイバー空間の統合による新たなサービスや製品創出の可能性が注目された。このように、CPSの定義は、単なる技術的構成から、国家戦略や学術領域における重要な概念へと進化してきた背景がある。   
CPSのポイントは、現実世界であるフィジカル空間と、情報処理が行われるサイバー空間との緊密な融合（Fusion）にある。具体的には、まずフィジカル空間に存在する様々な対象（人、モノ、環境、社会システムなど）から、センサー等を用いて膨大なデータを収集する 。収集されたデータはサイバー空間に送られ、そこで高度な計算処理、分析、シミュレーション、モデル化が行われる 。サイバー空間で得られた分析結果や知見、あるいは最適化された制御指令は、アクチュエーター等を通じてフィジカル空間にフィードバックされ、現実世界の物理的なプロセスや現象を精密に制御したり、最適化したりする。
この「フィジカル空間からサイバー空間へのデータの流れ」と「サイバー空間からフィジカル空間への制御・フィードバックの流れ」が相互に作用し、連続的なループを形成することがCPSの本質である 。単にモノをインターネットに接続してデータを収集・可視化するだけでなく、そのデータを基に現実世界へ能動的に働きかけ、より良い状態へと変化させていく点に、CPSの独自性と価値がある。この物理とサイバーの緊密な連携・相互作用を通じて、社会システムの効率化、新たな産業や価値の創出、知的生産性の向上などを目指すことが、CPSの目標である。   

## 基本的な構成要素
CPSを構成する基本的な機能要素は、センシング、コンピューティング、アクチュエーションであり、これらがフィードバックループを形成する。
- センシング (Sensing) フィジカル空間の状態や変化を捉え、デジタルデータとしてサイバー空間に入力する機能である。温度、圧力、位置、速度、光、音、画像、生体情報など、対象とする物理現象に応じて多種多様なセンサーが用いられる[12]。近年、センサー技術の高度化、小型化、低価格化が進展しており、これがCPSの実現と普及を後押しする重要な要因となっている 。IoTデバイスは、このセンシング機能と通信機能を併せ持つ代表的な要素である。
- コンピューティング (Computing) センシングによって収集された膨大なデータを処理し、分析、解釈、モデル化、シミュレーション、意思決定などを行う機能である 。この処理は、組込みシステム、エッジコンピューティングノード、クラウドサーバーなど、様々な計算基盤上で行われる。データから意味のある知見を抽出し、最適な制御方策を導き出すことが目的となる。ビッグデータ解析技術やAI・機械学習技術の活用が不可欠である。
- アクチュエーション (Actuation) コンピューティングの結果に基づいて、フィジカル空間に物理的な作用を及ぼす機能である 。モーターを駆動させる、バルブを開閉する、ロボットアームを動かす、情報をディスプレイに表示するなど、具体的な物理的操作や制御を行う。これにより、サイバー空間での決定がフィジカル空間に反映される。
- フィードバックループ (Feedback Loop) これらセンシング、コンピューティング、アクチュエーションの一連のプロセスが連続的かつ循環的に実行されることで、閉じた制御ループ（Closed Loop）が形成される 。フィジカル空間の変化をセンシングし、サイバー空間で判断し、アクチュエーションによってフィジカル空間に働きかけ、その結果を再びセンシングする、というサイクルを通じて、システムは環境の変化に適応しながら自律的に目標状態を維持・達成しようとする。このフィードバックループの緊密さ、すなわち物理プロセスと計算プロセスの間の相互作用の強さが、CPSを特徴づける重要な要素である 。

## 日本における取り組み
前述の通り日本では、目指すべき未来社会の姿として「Society 5.0」が提唱されており、その実現に向けた中核的な技術としてCPSの研究開発と社会実装が国家戦略レベルで推進されている。内閣府の戦略的イノベーション創造プログラム（SIP）、ムーンショット型研究開発制度（目標1．2050年までに、人が身体、脳、空間、時間の制約から解放された社会を実現）をはじめ、情報通信研究機構（NICT）、国立情報学研究所（NII）、新エネルギー・産業技術総合開発機構（NEDO） 、科学技術振興機構（JST） といった研究開発法人や大学が連携し、CPSに関連する基礎研究から応用開発、実証実験までを幅広く支援している。

## 類似概念との差異

### IoT（モノのインターネット）
CPSとIoT（モノのインターネット）は、しばしば関連付けて語られ、時には同義的に用いられることもあるが 、学術的には区別して理解することが重要である。一般的に、CPSはIoTを包含する、あるいはIoTを発展させた、より高度な概念として捉えることができる。両者ともに、物理的なデバイス（モノ）をネットワークに接続し、センサー等を用いてデータを収集し、デジタル技術と統合するという基本的な方向性を共有している。
IoTの主眼は、主に「モノのネットワーク接続性」と、それによる「データ収集・交換」にある 。一方、CPSは、物理プロセスと計算プロセスの「緊密な統合」と、それによる「制御」に重点を置いている 。またCPSは、前述の通り、「センシング → コンピューティング → アクチュエーション」という閉じたフィードバックループを本質的な要素として含む 。収集したデータを分析し、その結果に基づいて物理世界に能動的に働きかけることで、システムの最適化や自律制御を実現することを目指す。これに対し、IoTは必ずしもこの制御ループ全体を含むとは限らず、データの収集・可視化・遠隔監視といった応用も多い。

### デジタルツイン
デジタルツイン（DT）は、物理的な資産の「フィジカルツイン」に対して、その状態や挙動をリアルタイムに反映する動的な「デジタル（仮想）モデル」を構築し、両者間で双方向のデータ連携を行う技術である。センサー等を通じてフィジカルツインから収集された実世界のデータを用いてデジタルモデルを継続的に更新し、逆にデジタルモデル上でのシミュレーションや分析結果をフィジカルツインの制御や最適化にフィードバックする 。 
CPSの文脈において、デジタルツインは、物理コンポーネントやシステム全体の複雑な挙動をサイバー空間上で高精度に再現し、監視、分析、予測、最適化を行うための強力なツールでありCPSを支える技術と捉えることができる。例えば、製造ラインのデジタルツインを構築し、リアルタイムの稼働データに基づいて異常の予兆を検知したり（予知保全）、仮想空間上で様々な生産シナリオを試行して最適な運用方法を見つけ出したりすることが可能になる 。

## 応用分野

### スマート製造・インダストリー4.0/5.0
製造業はCPSの最も重要な応用分野の一つであり、インダストリー4.0やインダストリー5.0といったコンセプトの中核をなす 。CPSの導入により、製造プロセスの自動化、リアルタイムでの最適化、生産効率の向上、品質管理の高度化、そしてマスカスタマイゼーションのような柔軟な生産体制の実現が可能となる。具体的には、工場内の機械や設備にセンサーを取り付け、稼働状況、加工精度、エネルギー消費量などのデータをリアルタイムで収集・監視する 。収集されたデータは、AI/MLアルゴリズムを用いて分析され、設備の故障を事前に予測する予知保全  や、製品の品質異常を早期に検知する品質管理 、市場の需要変動に応じた生産計画の最適化  などに活用される。 

### 自動運転・次世代交通システム
自動車の自動運転化や、より安全で効率的な次世代交通システムの構築は、CPS技術の進化によって大きく進展している分野である。自動運転車は、カメラ、LiDAR（Light Detection and Ranging）、ミリ波レーダー、超音波センサーなど、多種多様なセンサーを搭載し、車両周辺の環境（他の車両、歩行者、障害物、道路標識、天候など）を常時認識する 。これらの膨大なセンサーデータをリアルタイムで処理・統合（センサーフュージョン）し、AI/MLアルゴリズムを用いて状況を判断し、最適な運転操作（アクセル、ブレーキ、ステアリング）を決定・実行する 。 
CPSの応用範囲は上位以外には農業や物流、防災など多岐にわたる。